# Der Mann, der nicht liebt
Der Mann, der nicht liebt ist ein deutscher Stummfilm aus dem Jahre 1929 von Guido Brignone mit Gustav Diessl in der Titelrolle. Die Geschichte basiert auf dem Roman Kean (1836) von Alexandre Dumas, dem Älteren.

## Handlung
Titelheld Mérone, der Man, der nicht liebt, ist ein gefeierter Schauspieler. Er ist bereits in jungen Jahren zu einem ziemlich skrupellosen Zeitgenossen geworden, der hemmungslos Frauenherzen bricht, da er schon sehr früh eine schwere menschliche Enttäuschung erlitt. Als Don Juan zahlt er allen Frauen, die sich in ihn verlieben das heim, was ihm einst eine bestimmte Dame angetan hatte. Eines Tages kommt es zur Wiederbegegnung mit eben dieser großen Enttäuschung namens Elena.
Mérone fühlt sich von jener inzwischen verheirateten Elena verraten und plant nun, Rache zu nehmen. Bevor es dazu kommen kann, muss Mérone (bei reichlich Cognac intus) schwere innere Kämpfe ausfechten, die ihn beinah an den Rand des Wahnsinns zu treiben scheinen. Ehe er sich und andere unglücklich machen kann, lernt der Theaterkünstler in Gestalt der blutjungen Aline ein Mädchen kennen, das reinen Herzens ist und seine verwundete Seele heilt. Schließlich findet er durch sie den Glauben an die Frau sui generis zurück.

## Produktionsnotizen
Der Mann, der nicht liebt entstand im Januar/Februar 1929 in den Jofa-Ateliers von Berlin sowie mit Außenaufnahmen im Theater am Schiffbauer Damm und in St. Moritz (Schweiz). Der Film passierte am 29. Juli 1929 die Zensur und wurde am 2. August desselben Jahres in Berlins Kammerlichtspielen uraufgeführt. Der mit Jugendverbot belegte Streifen besaß sieben Akte, verteilt auf 2581 Metern Länge.
Viktor Skutezky übernahm die Produktionsleitung, Heinrich C. Richter gestaltete die Filmbauten. Lothar Knud Frederik übernahm die dramaturgische Bearbeitung dieses Stoffs.

## Kritik
Leo Heller schreibt im 8 Uhr-Abendblatt: „Aus dem aus „Kean“ fabrizierten Film ist weder Wahnsinn noch Genie herauszudestillieren. (…) Aber weder die kokette Elena, noch das rührend anständige Mädchen Aline, noch die eifersüchtige Yvonne mit Browning ohne Waffenpaß verstehen für sich Interesse zu erwecken. (…) Dieser Film … bietet den Darstellern … Gelegenheit zu beweisen, daß sie unter der geschickten Regieführung Guido Brignones auch aus Rollen des Fadenscheins manche kräftige Wirkung hervorzuholen imstande sind.“